# Chwaliszowice
Chwaliszowice (deutsch Quolsdorf, genauer Quolsdorf bei Tschöpeln, 1936–1945 Quolsdorf bei Töpferstedt; sorbisch Chwałojce) ist ein Dorf in der polnischen Landgemeinde Trzebiel im Landkreis Żary (Woiwodschaft Lebus).

## Geographie

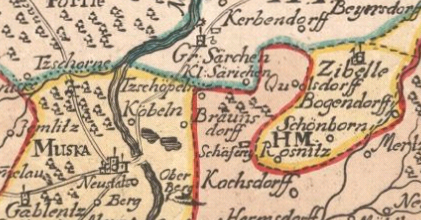
Kartenausschnitt mit dem Ort Quolsdorff (1745). Grün: Herrschaft Sorau (Niederlausitz), gelb: Standesherrschaft Muskau (Oberlausitz), rot: Priebussischer Kreis des Fürstentums Sagan (Schlesien).

Chwaliszowice liegt abseits der Droga krajowa 12, die vom deutsch-polnischen Grenzübergang Bad Muskau–Łęknica über Trzebiel (Triebel) nach Żary (Sorau) führt. Mit einem Bahnhof liegt Chwaliszowice an der Bahnstrecke Lubsko–Bad Muskau im Ostflügel des Muskauer Faltenbogens.
Aus historischer Sicht ist das Dorf ein schlesisches, an das im Norden die Niederlausitz und im Osten eine Exklave der oberlausitzischen Standesherrschaft Muskau grenzte.

## Geschichte
Das Dorf wird 1498 in einer Urkunde des Herzogtums Sagan erwähnt. 1543 wurde es von Herzog Moritz von Sachsen an Melcher von der Heide belehnt. In der Zeit, in der das Herzogtum in drei Kreise eingeteilt war, gehörte das Dorf zum Priebussischen Kreis.
Um 1800 gab es im Dorf neun Bauerngüter, vier Gärtner- und zwei Häuslerstellen. Die Einwohner waren in die Kirche von Zibelle gepfarrt, wo die Kinder auch die Schule besuchten, bis die Gemeinde 1913 eine eigene Schule baute.
Neben der Landwirtschaft waren im frühen 20. Jahrhundert zwei Ziegeleien, zwei Sägewerke, eine Wassermühle und eine Pantoffelfabrik gewerbliche Arbeitgeber.
| Jahr | Einwohner |
| ---- | --------- |
| 1910 | 252       |
| 1933 | 448       |
| 1939 | 400       |

Durch die Auflösung des Kreises Sagan kam dessen westlicher Teil, darunter auch Quolsdorf, 1932 an den Kreis Rothenburg.
Nach dem Zweiten Weltkrieg lag das Dorf infolge der Westverschiebung Polens auf der polnisch verwalteten Seite der Oder-Neiße-Linie. Gemeinsam mit den meisten anderen Gemeinden des Ostteils des Rothenburger Kreises kam die nun als Chwaliszowice bezeichnete Gemeinde zum Powiat Żarski, der aus dem polnischen Anteil des Sorauer Kreises hervorgegangen ist. Seit 1950 gehörte der Kreis bis zu seiner Auflösung durch die polnische Verwaltungsreform von 1975 zur Woiwodschaft Grünberg, die bei der Reform verkleinert wurde. Seit der Wiedereinführung der Kreise zum 1. Januar 1999 liegt Chwaliszowice wieder im Landkreis Żary (Woiwodschaft Lebus).

### Ortsname
Urkundliche Namensformen sind unter anderem Khulsdorf (1526), Kolsdorf (1529), Kohlsdorf (1543), Quolßdorff (1666) und Quolsdorff (1745). Zur besseren Unterscheidung von Quolsdorf bei Mellendorf wurde der Ort auch Wendisch-Quolsdorf genannt, später setzte sich Quolsdorf bei Tschöpeln durch. Nach der Umbenennung des Ortes Tschöpeln in Töpferstedt in der Zeit des Nationalsozialismus wurde der Namenszusatz von Quolsdorf daran angepasst.
Der polnische Ortsname ist an den sorbischen angelehnt, der als Chwaloize überliefert wurde. Dieser setzt sich zusammen aus chwalisch ‘loben, preisen’ und oyze ‘Dorf’. Nach anderer Meinung ist der Name von Chwalo abgeleitet, was eine Kurzform vom Personennamen Boguchwal ‘Gottlob’ ist.